# Diphasia orientalis
Diphasia orientalis is een hydroïdpoliep uit de familie Sertulariidae. De poliep komt uit het geslacht Diphasia. Diphasia orientalis werd in 1920 voor het eerst wetenschappelijk beschreven door Billard. 